# Конвенція про процедуру спільного транзиту
Конвенція про процедуру спільного транзиту — це угода між країнами Європейського Союзу та низкою інших країн про загальні процедури міжнародного транзиту товарів, яка спрощує або скасовує більшу частину паперової роботи, яка зазвичай пов'язана з переміщенням товарів через міжнародні кордони.
Конвенція про процедуру спільного транзиту об'єднує 36 Договірних сторін, які запровадили єдині правила декларування та контролю за транзитними переміщеннями товарів із використанням спільного ІТ-продукту (NCTS). Країни — підписанти Конвенції: 27 країн ЄС, 4 країни ЄАВТ (Ісландія, Норвегія, Ліхтенштейн і Швейцарія) та 5 інших країн (Велика Британія, Туреччина, Північна Македонія, Сербія і Україна). NCTS дає можливість налагодити обмін інформацією про всі етапи митного оформлення товарів із використанням електронних повідомлень у режимі реального часу та підвищити ефективність використання механізму аналізу ризиків.
У червні 2022 року Україна змінила своє внутрішнє законодавство, аби зробити його відповідним митним правилам ЄС із метою подальшого приєднання до конвенції. 1 жовтня 2022 року Україна офіційно стала 36-м членом конвенції.

## Переваги
Країни, що приєдналися до NCTS, можуть користуватися такими перевагами та спрощеннями:
- одна транзитна декларація та одна гарантія для переміщення товарів між усіма країнами;
- авторизовані підприємства можуть відправляти й отримувати товари на своєму підприємстві без заїзду на митні термінали;
- фінансові гарантії однієї країни діють у всіх інших.